# Arpad Šterbik
Arpad Šterbik Capar (Senta, Serbia, 20 de noviembre de 1979) es un exbalonmanista serbio y húngaro nacionalizado español que jugaba en la posición de portero. Su último equipo fue el MKB Veszprém.

## Biografía
Obtuvo la nacionalidad española en 2008.
Debutó con la selección española de balonmano el 1 de noviembre de 2009 en el Palacio de los Deportes de Madrid en un partido ante 11.500 personas empatado contra la selección de Francia. El 30 de agosto de 2012 firma por el F. C. Barcelona a cambio de 500.000 euros.

## Clubes
- RK Jugović ( -2001)
- MKB Veszprém (2001-2004)
- Club Balonmano Ciudad Real (2004-2011)
- BM Atlético de Madrid (2011-2012)
- F. C. Barcelona (2012-2014)
- RK Vardar (2014-2018)
- MKB Veszprém (2018-2020)

## Palmarés

### Selección nacional
- Medalla de Plata Campeonato de Europa Junior de balonmano 1998.
- Medalla de Oro Campeonato del Mundo Universitario 1999.
- Medalla de Bronce Campeonato del Mundo de balonmano 1999.
- Medalla de Bronce Campeonato del Mundo de balonmano 2001.
- Medalla de Bronce Campeonato del Mundo de balonmano 2011.
- Medalla de Oro Campeonato del Mundo de balonmano 2013.
- Medalla de oro en el Campeonato Europeo de Balonmano Masculino de 2018

### Veszprém KC
- Liga Húngara (2001-02), (2002-03), (2003-04) y (2018-19)
- Copa Húngara (2001-02), (2002-03) y (2003-04)
- Liga SEHA (2020)

### BM Ciudad Real
- Liga ASOBAL (2006-07), (2007-08), (2008-09) y (2009-10)
- Copa del Rey (2007-08) y (2010-11)
- Copa ASOBAL (2004-05), (2005-06), (2006-07), (2007-08) y (2010-11)
- Supercopa de España (2004-05), (2007-08) y (2010-11)
- Supercopa de Europa (2005-06), (2006-07) y (2008-09)
- Copa de Europa (2005-06), (2007-08) y (2008-09)
- Mundial de Clubes (2006-07) y (2009-10)
- Subcampeón Liga ASOBAL (2004-05), (2005-06) y (2010-11)
- Subcampeón Copa del Rey (2005-06) y (2008-09)
- Subcampeón Copa ASOBAL (2009-10)
- Subcampeón Supercopa de España (2008-09) y (2009-10)
- Subcampeón Copa de Europa (2004-05) y (2010-11)
- Subcampeón Mundial de Clubes (2010-11)

### BM Atlético de Madrid
- Supercopa de España (2011)
- Copa del Rey (2011-12)
- Subcampeón Liga ASOBAL (2011-12)
- Subcampeón Copa de Europa (2011-12)

### F. C. Barcelona
- Supercopa de España (2012)
- Copa Asobal (2012)
- Liga ASOBAL: (2012-2013)
- Supercopa de Cataluña: 2012
- Subcampeón Copa de Europa: (2012-13)

### Vardar
- Liga de Macedonia de balonmano (4): 2015, 2016, 2017, 2018
- Copa de Macedonia de balonmano (4): 2015, 2016, 2017, 2018
- Liga SEHA (2): 2017, 2018
- Liga de Campeones de la EHF (1): 2017

### Méritos y distinciones
- Mejor Portero del Campeonato del Mundo (1): 2005
- IHF Jugador del Año:
  - 1.ª posición (1): 2005
  - 3.ª posición (1): 2013
- MVP de la Liga ASOBAL (1): 2005
- Mejor Portero de la Liga ASOBAL (5): 2006, 2007, 2008, 2009 y 2010
- Mejor Portero de la Liga de Campeones de la EHF (1): 2018
- Mejor Portero de la Supercopa de España (2): 2008 y 2011
- MVP de la Final del Campeonato Europeo de Balonmano Masculino (2018)